# Cercidospora cecidiiformans
Cercidospora cecidiiformans är en lavart som beskrevs av Grube och Hafellner in Hafellner. Cercidospora cecidiiformans ingår i släktet Cercidospora, klassen Dothideomycetes, divisionen sporsäcksvampar och riket svampar. Arten är reproducerande i Sverige.